# Oriskany
Oriskany es una villa ubicada en el condado de Oneida en el estado estadounidense de Nueva York. En el año 2000 tenía una población de 1,459 habitantes y una densidad poblacional de 679 personas por km².

## Geografía
Oriskany se encuentra ubicada en las coordenadas 43°9′24″N 75°20′5″O / 43.15667, -75.33472.

## Demografía
Según la Oficina del Censo en 2000 los ingresos medios por hogar en la localidad eran de $38,365, y los ingresos medios por familia eran $45,066. Los hombres tenían unos ingresos medios de $32,917 frente a los $22,976 para las mujeres. La renta per cápita para la localidad era de $17,087. Alrededor del 10% de la población estaban por debajo del umbral de pobreza.